# Toro Rosso STR1
O STR01 é o primeiro modelo da Toro Rosso na temporada de 2006 da Fórmula 1. Foi guiado por Vitantonio Liuzzi e Scott Speed. Foi o primeiro carro da equipe e o único modelo a adotar a utilização de motor V10, limitado a 17000 rpm, ocasionado pela falta de recursos financeiros para o projeto de um motor V8, regulamentado na temporada de estreia da equipe Toro Rosso, pela FIA. A adoção autorizada pela FIA gerou controvérsia entre as equipes, que alegaram ser uma vantagem a utilização dessa configuração, apesar de existir a limitação de rotação a 17000 rpm em contrapartida aos 19000 rpm legalizados para configuração do V8. A equipe não obteve resultados expressivos finalizando numa modesta nona posição no campeonato de construtores e o oitavo lugar de Vitantonio Liuzzi (1 ponto com o oitavo no Grande Prêmio dos Estados Unidos) como melhor colocação de pilotos. Foi o último carro da Fórmula 1 a competir com motor V10.

## Resultados[2]
(legenda) 
| Ano  | Chassi | Motor               | Pneus | N° | Pilotos           | 1   | 2   | 3   | 4   | 5   | 6   | 7   | 8   | 9   | 10  | 11  | 12  | 13  | 14  | 15  | 16  | 17  | 18  | Pontos | Posição |  |
| ---- | ------ | ------------------- | ----- | -- | ----------------- | --- | --- | --- | --- | --- | --- | --- | --- | --- | --- | --- | --- | --- | --- | --- | --- | --- | --- | ------ | ------- |  |
|      |        |                     |       |    |                   |     |     |     |     |     |     |     |     |     |     |     |     |     |     |     |     |     |     |        |         |  |
|      |        |                     |       |    |                   | BAR | MAL | AUS | SMR | EUR | ESP | MON | GBR | CAN | EUA | FRA | ALE | HUN | TUR | ITA | CHN | JAP | BRA |        |         |  |
| 2006 | STR1   | Cosworth TJ2006 V10 | M     | 20 | Vitantonio Liuzzi | 11  | 11  | Ret | 14  | Ret | 15  | 10  | 13  | 13  | 8   | 13  | 10  | Ret | Ret | 14  | 10  | 14  | 13  | 1      | 9°      |  |
| 2006 | STR1   | Cosworth TJ2006 V10 | M     | 21 | Scott Speed       | 13  | Ret | 9   | 15  | 11  | Ret | 13  | Ret | 10  | Ret | 10  | 12  | 11  | 13  | 13  | 14  | 18  | 11  | 1      | 9°      |  |